# Добровода (Білостоцький повіт)
Добровода (пол. Dobrowoda) — село в Польщі, у гміні Туроснь-Косьцельна Білостоцького повіту Підляського воєводства.
Населення — 154 особи (2011).
У 1975-1998 роках село належало до Білостоцького воєводства.

## Демографія
Демографічна структура станом на 31 березня 2011 року:
|          | Загалом | Допрацездатний вік | Працездатний вік | Постпрацездатний вік |
| -------- | ------- | ------------------ | ---------------- | -------------------- |
| Чоловіки | 75      | 21                 | 46               | 8                    |
| Жінки    | 79      | 19                 | 42               | 18                   |
| Разом    | 154     | 40                 | 88               | 26                   |